# Wäschenbeuren
Wäschenbeuren è un comune tedesco di 3 953 abitanti, situato nel land del Baden-Württemberg.